# Zawyet el-Aryan
Zawyet el-Aryan (arabiska: زاویة العریان) är en plats i Egypten, 10 km söder om Kairo. Det var en gravplats under det fornegyptiska Gamla riket.
Det finns spår av två ofullbordade pyramider i Zawyet el-Aryan. Den ena är en trappstegspyramid från tredje dynastin och tillskrivs farao Khaba. Av den andra, som benämns den norra pyramiden, återstår endast grunden, men den avsågs att bli en äkta pyramid. Man anser därför att den tillhör fjärde dynastin och påbörjades av en av Cheops söner. Med sin bas på 209 meter skulle pyramiden ha blivit en av de absolut största.